# 特奥多尔·沙宁
特奥多尔·沙宁（英語：Teodor Shanin，1930年10月30日—2020年2月4日），波兰裔英国社会学家，曼彻斯特维多利亚大学教授，俄罗斯國立高等經濟學院名誉教授。知名于对农民阶级的研究。

## 生平
1930年生于维尔纽斯。父亲被捕后，他和母亲于1941年被流放至西伯利亚，但很快就因大赦获释。之后，他们辗转于撒馬爾罕、罗兹、巴黎等地生活。1948年，他自愿赴巴勒斯坦託管地参加中东战争。1952年毕业于耶路撒冷大学社会工作学院。1962年毕业于耶路撒冷希伯來大學。1970年毕业于英国伯明翰大学，获社会学博士学位。同年在谢菲尔德大学担任讲师。1971年至1973年，在以色列海法大学任教。1974年始任曼彻斯特维多利亚大学社会学教授。主要研究马克思主义、农民学、历史社会学、知识社会学、灰色经济、知识论和高等教育等议题。1990年当选俄罗斯农业科学院院士。1990年代参与俄罗斯高等教育工作改革，1995年在開放社會基金會、福特基金會等的支持下创立莫斯科社会经济科学学院，任首任院长。2002年获授OBE勳銜。2008年获多伦多大学名誉博士学位。2020年2月4日在莫斯科逝世，终年89岁。
著有《难堪的阶级：发展中社会的农民政治社会学》（1972年）。